# Тадден, Адольф фон
Адольф фон Тадден (нем. Adolf von Thadden; 7 июля 1921, Триглаф — 16 июля 1996, Бад-Энхаузен) — немецкий крайне правый политик, консерватор, националист. Член НСДАП, участник Второй мировой войны. Активист ультраправого движения ФРГ. Член руководства Немецкой консервативной партии — Немецкой правой партии в 1947—1950, председатель Немецкой имперской партии в 1961—1964, председатель Национал-демократической партии в 1967—1971. В 1940—1950-х — депутат бундестага и гёттингенского городского совета. Оставил политику в 1970-х под давлением неонацистских радикалов.

## Дворянство и нацизм
Родился в Померании, на территории нынешней Польши. Происходил из старинного дворянского рода. Отец Адольфа фон Таддена был юнкером и потомственным королевско-прусским чиновником. Окончил гимназию в Грефенберге и сельскохозяйственное училище. Проходил трудовую повинность в Третьем рейхе.
1 сентября 1939 года, в день начала Второй мировой войны, Адольф фон Тадден вступил в нацистскую партию. Служил в вермахте, несколько раз был ранен, получил лейтенантское звание. В 1945 был арестован польскими коммунистическими властями, на следующий год сумел бежать.

## Консолидатор национал-консерватизма

### Партийное строительство
В 1946—1947 Адольф фон Тадден служил куратором сельского хозяйства в британской военной администрации. После отставки занялся политикой, примкнув к крайне правым национал-консервативным силам.
С 1947 Адольф фон Тадден состоял в Немецкой консервативной партии — Немецкой правой партии, в 1949—1950 являлся одним из её руководителей. Выступал за максимальную консолидацию ультраконсервативных и праворадикальных сил, находившихся справа от ХДС. В 1949 году фон Тадден разработал крупный объединительный проект. Однако этот план не удался, поскольку британская администрация отказалась его санкционировать. В 1952 фон Тадден подавал заявление в СвДП, рассчитывая усилить правые тенденции в либеральной партии и сдвинуть её к консерватизму — однако получил отказ.
В 1948—1958 фон Тадден — член городского совета Гёттингена. В 1949—1959 — депутат бундестага ФРГ (являлся самым молодым членом западногерманского парламента, в связи с чем получил прозвище Bubi). С 1961 Адольф фон Тадден возглавил ультраконсервативную Немецкую имперскую партию (DRP).

### Идейно-политические установки
Ключевые идеологические принципы Немецкой имперской партии и лично Адольфа фон Таддена были изложены в интервью журналу Der Spiegel (совместно с тогдашним председателем DRP Вильгельмом Майнбергом) 20 января 1960.

Фон Тадден: Мы считаем, что наша историческая судьба, особенно в последние шестьдесят лет, не связана с нашим плохим характером. Географическая, геополитическая и военно-политическая ситуация снова и снова толкала нас к роли, в которой мы не могли действовать успешно. В нашей судьбе было много предсказаний неизбежного и больше исполнялось, чем в английской судьбе. Мы отказываемся признавать тезис о нашей вине и наказании.

В то же время фон Тадден сдержанно относился к участию ФРГ в НАТО, отдавая безусловный приоритет национальным интересам:

Политика ХДС и его партнёров направлена исключительно на укрепление так называемого Западного блока. Они забывают об усилении Западной Германии… Наша обязанность — найти баланс между Востоком и Западом по германскому вопросу, лидировать в этом за счёт собственных инициатив.

Впоследствии фон Тадден стал относиться к НАТО более лояльно. В 1961 это привело к конфликту между ним и «радикально-националистическим пуристом» Генрихом Кунстманом, в то время председателем DRP.
Острая — и малоуспешная — конкуренция DRP с Христианско-демократическим союзом приводила к парадоксальному сближению позиций бывших нацистов с социал-демократами (фон Тадден даже допускал коалицию DRP с СДПГ, основываясь на сходстве социально-экономической платформы):

Фон Тадден: Мы приняли нашу программу в октябре 1956 года. СДПГ включила сходные вещи в Годесбергскую программу 1959 года. Мы видим в этом признак преобразований в позиции Социал-демократической партии и относимся к нему позитивно.

Der Spiegel: Если в этом вопросе допускаются широкие возможности, почему бы не присоединиться к СДПГ?

Фон Тадден: Почему мы не вступаем в СДПГ? Мы считаем, что неотъемлемой частью немецкого народа должна быть национальная партия… Народность, национальное мышление — они до сих пор не пересмотрели свои позиции в этом направлении.

## В НДП: лидерство и разрыв

### Председательство. Партийная идеология
В ноябре 1964 года Адольф фон Тадден выступил одним из основателей Национал-демократической партии (НДП), которая рассматривалась как единая партия германских ультраправых националистов. 11 ноября 1967 фон Тадден был избран председателем НДП.
Национал-демократическая партия часто воспринималась как неонацистская организация, «повторившая установки гитлеровцев». Зачастую левыми оппонентами обыгрывалось даже имя Адольфа фон Таддена как «фюрера НДП». Этому способствовало примыкание к НДП бывших активистов НСДАП, военнослужащих вермахта и СС, а также некоторые программные заявления:

Довольно лжи о вине одних только немцев, благодаря которой продолжается выжимание миллиардных сумм из нашего народа. Славное и мужественное поведение немецких солдат всех времен должно стать примером для бундесвера… До тех пор, пока отцы открыто и безнаказанно будут причисляться к преступникам, сыновья не смогут стать хорошими солдатами.

Однако идеология НДП не основывалась на национал-социализме. Партия признавала Конституцию ФРГ. Выступая с позиций крайне правого национализма, НДП дистанцировалась от тоталитаризма и расизма. Выраженные реваншистские мотивы во внешнеполитической части программы не перерастали в пропаганду агрессивной войны. При этом в её идеологии видное место занимал социальный популизм, не очень вязавшийся с фигурой потомственного юнкера-дворянина фон Таддена.

### Давление праворадикалов. Отставка и уход из партии
В начале 1970-х в НДП наметился раскол. Значительная часть партактива ориентировалась на альянс с ХДС/ХСС как наиболее мощной правой силой ФРГ. В то же время радикальные группы партии настаивали на внепарламентской активизации в духе итальянских неофашистов. Фон Тадден пытался освоить эту тенденцию, предлагая различные политические кампании с уличной составляющей. Однако он явно отставал от радикалов, его курс выглядел не столько умеренным, сколько «вялым».
В 1971 году фон Тадден ушёл в отставку с поста председателя, поддержав кандидатуру своего преемника адвоката Мартина Мусгнуга. Несколько лет работал в партийной прессе.
В 1975 Адольф фон Тадден демонстративно вышел из НДП, в знак протеста против избрания в руководящий орган издателя Герхарда Фрая, с которым у него сложились трудные отношения. Фон Тадден резко критиковал нарастание популизма, радикализма и авантюризма в партийной политике.

Сегодняшняя НДП не имеет ничего общего с НДП 1960-х, когда я был председателем партии.

Адольф фон Тадден, 1994 год

## Штрихи к портрету
Сводная сестра Адольфа фон Таддена — Елизавета фон Тадден — участвовала в антинацистском Сопротивлении и была казнена в 1944 году.
Судьба сводной сестры не мешала Адольфу фон Таддену осуждать «бесконечное копание в концлагерных историях».
В начале 1961 тогдашний председатель Немецкой имперской партии Генрих Кунстман обвинял фон Таддена в получении финансирования от СССР. Однако фон Таддену удалось доказать что данные спонсорские средства на партийные нужды были получены от работавшего в Юго-Западной Африке предпринимателя Эриха Любберта, бывшего штандартенфюрера СА.
После смерти фон Таддена в 1996 году стало известно, что он являлся тайным агентом британской разведслужбы МИ-6 (также весь период председательства (НДП))..

## В советском кино
Адольф фон Тадден упоминается в советском телефильме 1977 года «Диалог», главную роль в котором исполняет Вячеслав Тихонов. Персонаж Тихонова, журналист-международник Ершов, находясь в ФРГ, констатирует рост ультраправых настроений:

Обратите внимание: когда на экране появилась фигура фон Таддена, бармен прибавил звук.